# Austin 12/14
La 12/14 è un'autovettura prodotta dall'Austin nel 1916.
Il modello successe alla Austin 10 hp. Il motore della 12/4, a valvole laterali e a quattro cilindri in linea, derivò da quello della vettura antenata. Il propulsore fu comunque ingrandito. Infatti l'alesaggio e la corsa erano, rispettivamente, 76 mm e 89 mm. Di conseguenza la cilindrata arrivò a 1.615 cm³. Il modello era disponibile con un solo tipo di carrozzeria, torpedo quattro posti.
La 12/14 rimase in produzione solamente un anno, senza che fosse sostituita da nessun modello successore.